# Pavillon Delnadamph

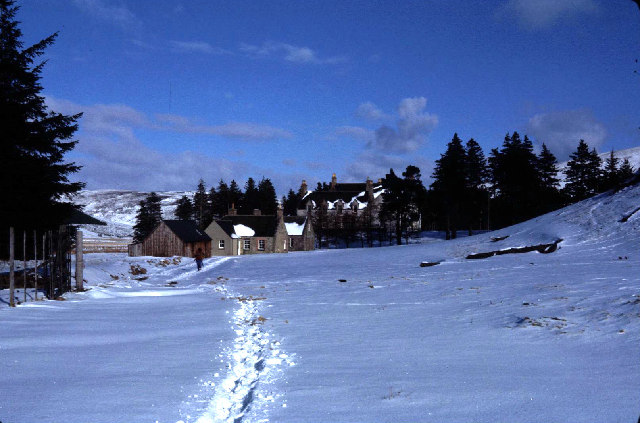

Le pavillon Delnadamph était une maison située sur le Domaine de Balmoral à environ huit miles (12 km) au nord du château de Balmoral.

## Histoire
Le pavillon et son domaine ont été achetés par la reine Élisabeth II pour environ 750 000 £ en 1978 (soit 3,84 millions £ en 2015). Le pavillon est situé au cœur d'une propriété de 2 711 hectares et est situé près la source de la rivière Don. 
Le domaine et le pavillon ont été offerts en 1981 par la reine Élisabeth II au prince Charles et à sa première épouse, Diana en tant que cadeau de mariage. Cependant, la princesse Diana trouvait le pavillon peu confortable et ne voulait pas le réparer pour y habiter. Le bâtiment a été décrit en 1981 comme étant « un pavillon de style victorien comprenant une quinzaine de pièces réparties sur deux étages ». 
En 1987, le pavillon a été remis pour démolition à l'armée britannique.